# The Extra Girl
The Extra Girl (em Portugal: Uma Rapariga em Hollywood) é um filme de comédia norte-americano de 1923, estrelado por Mabel Normand. O filme foi produzido por Mack Sennett e dirigido por F. Richard Jones.

## Sinopse
Sue Graham (Normand), uma garota do interior, vai para Hollywood para evitar o casamento e perseguir seu sonho de ser uma estrela de cinema. Consegue contrato com um estúdio graças a uma foto—enviada por engano—de uma garota muito mais glamorosa. Quando a verdade vem à tona, o gerente do estúdio lhe oferece um emprego no departamento de figurinos. Ela finalmente faz um teste como atriz, mas é um desastre—ainda assim, o diretor, reconhecendo o talento por trás de Sue, a chama de "uma comediante nata". Seus pais chegam à Califórnia e caem em um golpe, perdendo todas as economias. Sue e seu amigo de infância Dave, que também a seguiu, conseguem recuperar o dinheiro. Embora sua carreira no cinema não decole, tudo termina bem.

## Elenco
- Mabel Normand ... Sue Graham
- George Nichols ... Zachariah "Pa" Graham
- Anna Hernandez ... Ma Graham
- Ralph Graves ... Dave Giddings
- Louise Carver ... Madame McCarthy
- Vernon Dent... Aaron Applejohn
- Charlotte Mineau ... Belle Brown
- Ramsey Wallace ... T. Phillip Hackett